# Parataenius selvae
Parataenius selvae är en skalbaggsart som beskrevs av Zdzisława Stebnicka och Paul E.Skelley 2009. Parataenius selvae ingår i släktet Parataenius och familjen Aphodiidae. Inga underarter finns listade i Catalogue of Life.